# 陶泰亨
陶泰亨（越南语：／，1871年2月24日—1916年1月6日），字嘉會（／），號沙江（／）、夢珠（／），越南阮朝官員、詩人。

## 生平
1871年2月24日，陶泰亨出生於法屬交趾支那原新城府安川縣安會總安席村（今屬同塔省週城縣安協社）。
1916年1月6日，陶泰亨去世，享壽45歲。朝廷追封他爲禮部尚書。

## 作品
《夢珠詩集》中收錄了陶泰亨創作的270首詩。